# Baugy, Cher
Baugy je naselje in občina v osrednjem francoskem departmaju Cher regije Center. Leta 2008 je naselje imelo 1.321 prebivalcev.

## Geografija
Kraj leži v pokrajini Berry ob reki Yevre 21 km vzhodno od Bourgesa.

## Uprava
Baugy je sedež istoimenskega kantona, v katerega so poleg njegove vključene še občine Avord, Bengy-sur-Craon, Chassy, Crosses, Farges-en-Septaine, Gron, Jussy-Champagne, Laverdines, Moulins-sur-Yèvre, Nohant-en-Goût, Osmoy, Saligny-le-Vif, Savigny-en-Septaine, Villabon, Villequiers in Vornay z 10.926 prebivalci.
Kanton Baugy je sestavni del okrožja Bourges.

## Zanimivosti
- cerkev sv. Martina iz 12. stoletja,
- ruševine nekdanjega gradu iz 9. stoletja.